# Marituba
Marituba város Brazíliában, Pará államban. Lakosainak száma 111 785 fő (2022). Marituba Benevides, Acará, Ananindeua, Belém és Bujaru községekkel határos.

## Népesség
A település népességének változása:
| Lakosok száma | 74 429 | 125 435 | 133 685 | 135 812 | 111 785 |
|               | 2000   | 2016    | 2020    | 2021    | 2022    |